# GZA

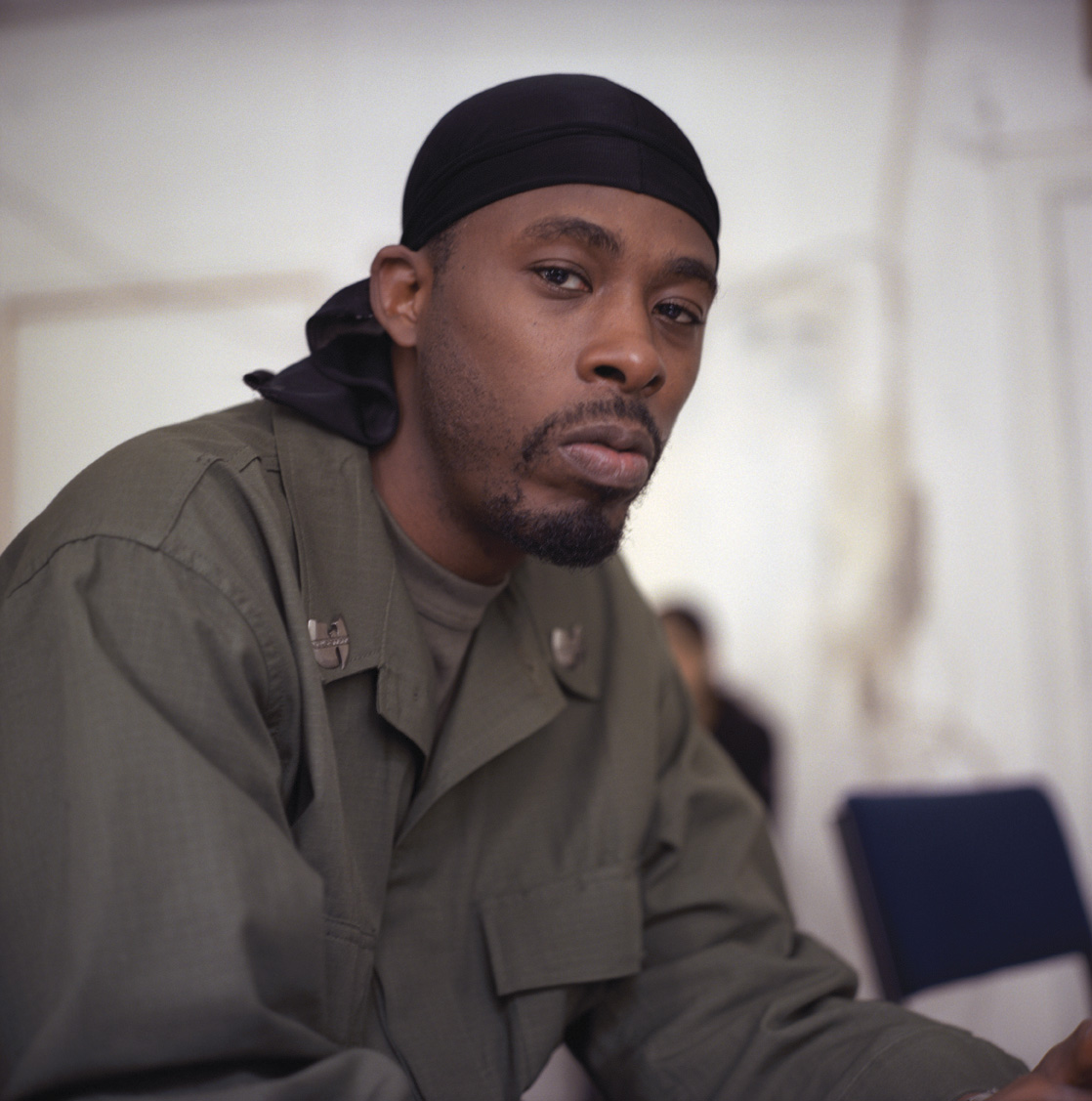
GZA（2000年）

GZA（ジザ [dʒɪzə]、本名: ゲイリー グライス、英語: Gary Grice、1966年8月22日 - ）は、アメリカニューヨーク州ブルックリン区出身のヒップホップ・アーティスト。ウータン・クランの一員で、ジニアス（The Genius）という別名も持っている。
今まで発売されたウータン・クランのすべてのアルバムに登場したほか、5枚のソロアルバムを発表した。また、ウータンの他のメンバーたちの作品にも、数多く客演を果たしている。

## ディスコグラフィー
- Words from the Genius (1991年2月19日/Cold Chillin'/Reprise/Warner Bros. Records)
- Liquid Swords (1995年11月7日/Geffen/MCA Records)
- Beneath the Surface (1999年6月29日/MCA Records)
- Legend of the Liquid Sword (2002年12月10日/MCA Records)
- GrandMasters (DJ Muggs Vs GZA The Genius)（2005年10月25日/Angeles Records)
- GrandMasters Remix Album (DJ Muggs Vs GZA The Genius)（2007年3月13日//Angeles Records)
- Pro Tools (2008年8月19日/Think Differently Music/Babygrande Records)